# Fejervarya raja
Fejervarya cancrivora là một loài ếch thuộc họ Ranidae.
Loài này có ở Malaysia và Thái Lan.
Môi trường sống tự nhiên của chúng là phá nước mặn ven biển, các vùng đô thị, và kênh đào và mương rãnh. Cá thể trưởng thành có thể sống sót trong vùng nước mặt có độ mặn lên đến 2,8%, và nòng nọc sống được trong môi trường có độ mặn tới 3,9%.

## Hình ảnh

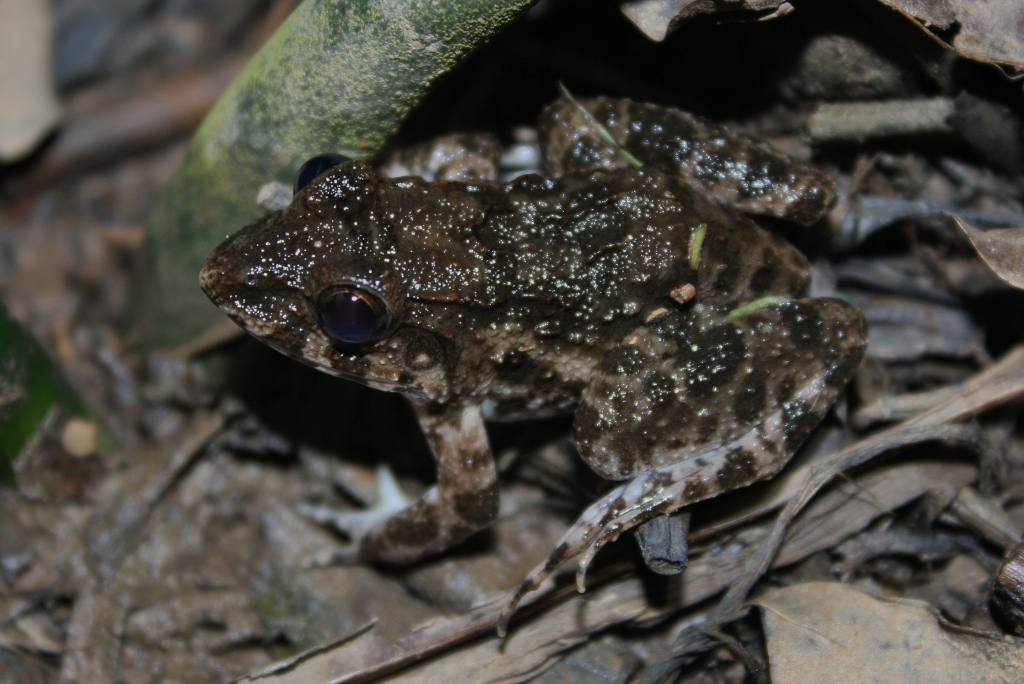
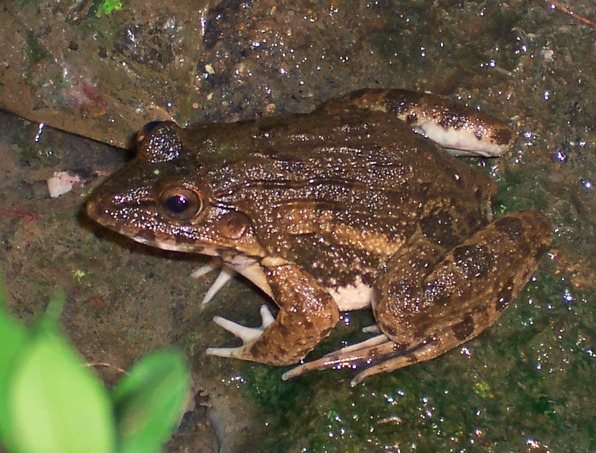
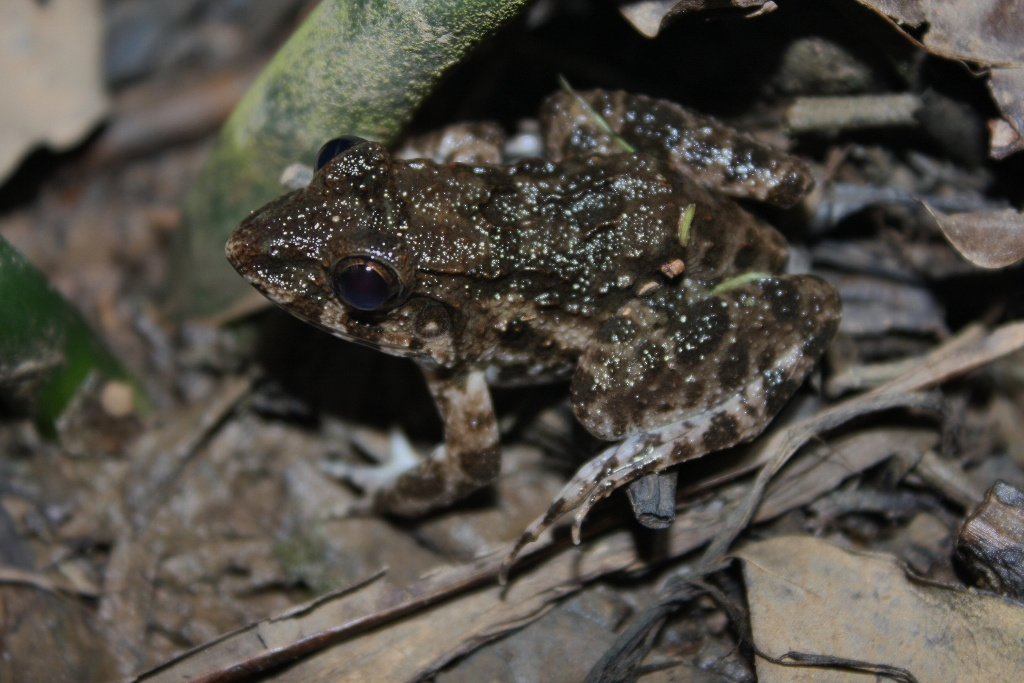